# Razia Sultan
Razia (también llamada Radiyya o Raziyya) (Badaun, 1205 – Delhi, 13 de octubre de 1240) fue sultán del sultanato de Delhi durante cuatro años, y la primera y única gobernante femenina de la historia de la India musulmana.

## Biografía
Razia sucedió a su padre Iltutmish Shams-ud-din en el sultanato de Delhi en 1236. Iltutmish se convirtió en el primer sultán de la historia islámica en nombrar una mujer como su sucesora cuando designó a su hija Razia como heredera. Razia fue la primera y última gobernante femenina del sultanato de Delhi (Según una fuente, el hijo mayor de Iltumish inicialmente había sido educado como su sucesor, pero había muerto prematuramente). Sin embargo, la nobleza musulmana no tenía ninguna intención de adherirse a la decisión de Iltutmish de nombrar una mujer como heredera y sucesora, y después que el sultán falleciese el miércoles 30 de abril de 1236, el hermano de Razia, Rukn ud din Firuz, fue elevado al trono en su lugar.
El reinado de Rukn ud din fue sin embargo muy corto. Junto con la viuda de Iltutmish, Shah Turkaan, para todos los efectos prácticos la auténtica al mando del gobierno porque Rukn ud din se dedicó a la búsqueda del placer personal y el libertinaje, provocando la indignación de la ciudadanía. El 9 de noviembre de 1236, tanto Rukn ud din como su madre Shah Turkaan fueron asesinados después de sólo seis meses en el poder.
Con renuencia, la nobleza entonces acordó permitir a Razia reinar como sultán de Delhi. Ella se vistió como un hombre y se sentó en un durbar abierto. Fue una gobernante eficiente y poseía todas las cualidades de un monarca. Cuando niña y adolescente, Razia había tenido poco contacto con las mujeres del harén, así que no había aprendido el comportamiento habitual de las mujeres en la sociedad musulmana en la que nació. Incluso antes de convertirse en sultán estaba al parecer preocupada por los asuntos de estado durante el reinado de su padre. Como sultán, Razia prefería utilizar túnica y tocado masculinos, contrariamente a la costumbre, y más tarde incluso mostraría su cara descubierta cuando montó un elefante en batalla a la cabeza de su ejército.
Una política astuta, Razia logró mantener a los nobles bajo control, a la vez que obtuvo el apoyo del ejército y de la población. Su mayor logro en el frente político fue manipular a las facciones rebeldes para enfrentarlas entre sí. En ese momento, Razia parecía destinada a convertirse en uno de los gobernantes más poderosos del Sultanato de Delhi. Sin embargo, Razia calculó mal las consecuencias para su reinado de la relación con uno de sus consejeros, Jamal-ud-Din Yaqut, un esclavo abisinio Siddi (Habshi). Según algunas versiones, Razia y Yaqut eran amantes, otras fuentes simplemente los identifican como confidentes cercanos. En cualquier caso, al poco tiempo ella había despertado los celos de la nobleza turca por el favoritismo que ella exhibió hacia Yaqut, que no era un turco, cuando le nombró como superintendente de los establos reales. Finalmente, un amigo de la infancia llamado Malik Altunia, el gobernador de Bathinda, se unió a la rebelión con otros gobernadores provinciales que se negaban a aceptar la autoridad de Razia.
Se produjo una batalla entre Razia y Altunia, con el resultado que Yaqut fue muerto y Razia tomada prisionera. Fue encarcelada en abril de 1240 en Mubarak Qila, Bathinda. Estando en prisión, a Razia le fue permitido ir a la mezquita de Hajirattan a ofrecer oraciones el viernes en un palanquín especial. Quedó en libertad en agosto de 1240. Para escapar de la muerte, Razia accedió a casarse con Altunia. Mientras tanto, el hermano de Razia, Muizuddin Shah Bahram, había usurpado el trono. Después que Altunia y Razia se comprometieron a recuperar el sultanato de las manos de Bahram en batalla, Razia y su esposo fueron derrotados el día 24 de Rabi' al-awwal A.H. 638 (octubre de 1240). Huyeron de Delhi y alcanzaron Kaithal al día siguiente, donde estaban las fuerzas que les quedaban. Ambos cayeron en manos de jats y fueron robados y asesinados el 13 de octubre de 1240. Bahram, por su parte, reinó de 1240 a 1242, cuando fue destronado por incompetencia.